# Max Hollrung

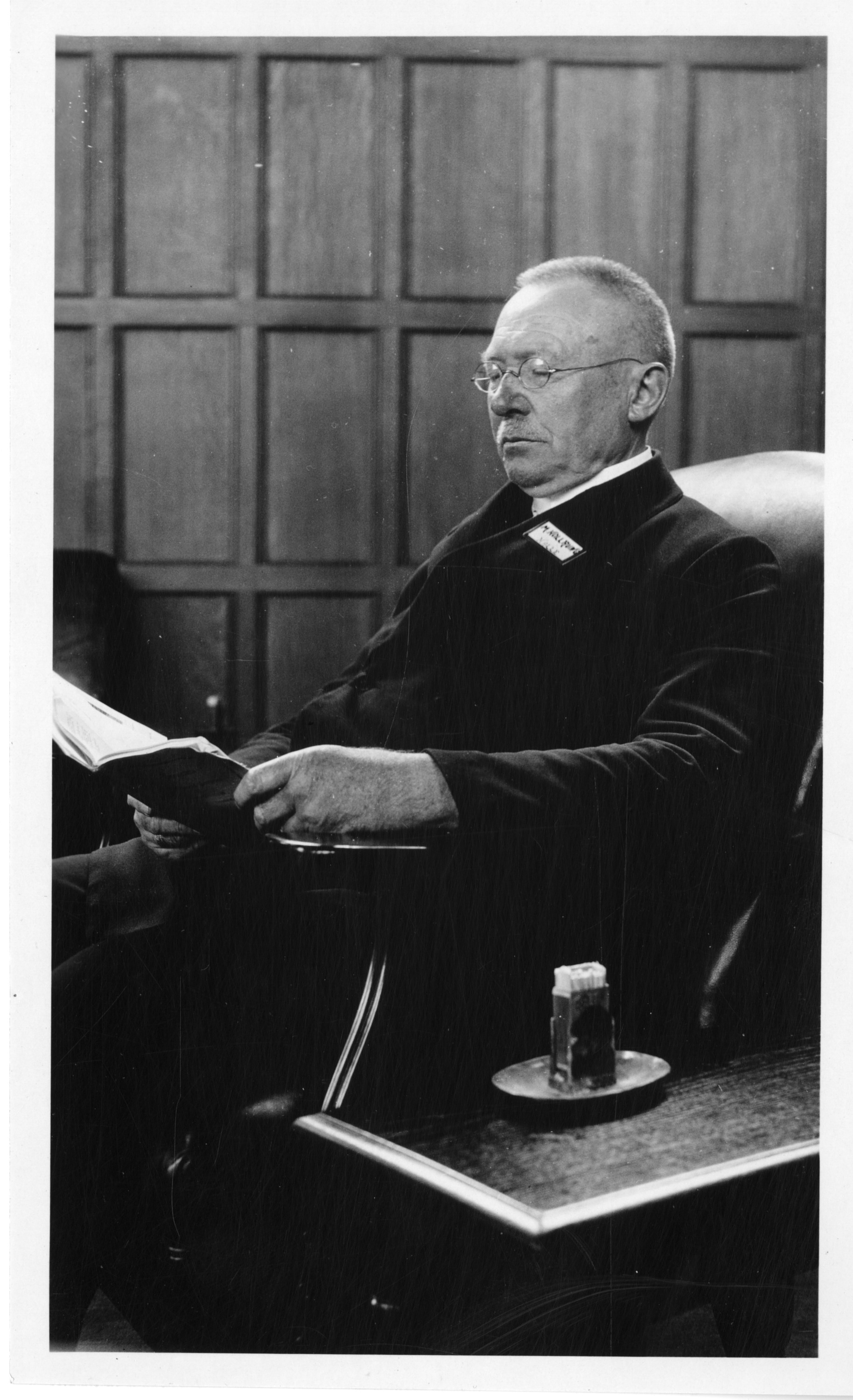
Max Hollrung (1926)

Max Hollrung (* 25. Oktober 1858 in Hosterwitz bei Dresden; † 5. Mai 1937 in Halle (Saale)) war ein deutscher Phytomediziner. Als erster für dieses Fachgebiet bestellter Hochschullehrer in Deutschland hat er wesentlich dazu beigetragen, den Unterricht über Pflanzenkrankheiten und Pflanzenschutz an den Universitäten auszubauen. Sein offizielles botanisches Autorenkürzel lautet „Hollrung“.

## Leben und Wirken
Hollrung, Sohn eines Maurermeisters, studierte Naturwissenschaften, insbesondere Chemie, und erwarb 1882 an der Universität Leipzig die Doktorwürde. Im Winter 1878/79 wurde er Mitglied der Leipziger Universitäts-Sängerschaft zu St. Pauli (heute Deutsche Sängerschaft). Nach dreijähriger Assistentenzeit an der Agrikulturchemischen Versuchsstation in Halle (Saale) nahm er von 1886 bis 1888 an der von Carl Schrader geführten Expedition der deutschen Neuguinea-Kompagnie in Neuguinea teil. Nach seiner Rückkehr übertrug ihm Julius Kühn die am Landwirtschaftlichen Institut der Universität Halle neueingerichtete Forschungsstelle für Nematodenbekämpfung. Ab 1898 war Hollrung Leiter der Versuchsstation für Pflanzenschutz der Landwirtschaftskammer der Provinz Sachsen in Halle/Saale. 1905 wurde ihm das auf Antrag von Julius Kühn neugeschaffene „Lektorat für Pflanzenkrankheiten“ an der Universität Halle/S. übertragen. In diesem Amt wirkte er bis 1930. Ab 1889 führte Hollrung den Titel eines Professors.
Vor allem durch sein „Handbuch der chemischen Mittel gegen Pflanzenkrankheiten“ (Erstauflage 1898) und durch seine „Jahresberichte über die Neuerungen und Leistungen auf dem Gebiet der Pflanzenkrankheiten“ (1898–1913) förderte er die eigenständige Entwicklung einer phytomedizinischen Wissenschaft. Hollrung war Leiter der ersten Forschungsstelle auf dem Gebiet des Pflanzenschutzes und erster hauptamtlicher Hochschullehrer für dieses Fachgebiet in Deutschland. Als Forscher hatte er wesentlichen Anteil an der Prüfung der Kupfersalze als Pflanzenschutzmittel, am Studium der Krankheiten der Weinrebe und der Kartoffel. Zeit seines Lebens suchte er nach Wegen, vorbeugenden Pflanzenschutz vor allem mit acker- und pflanzenbaulichen Maßnahmen zu betreiben. Viele seiner Versuche, biologische Pflanzenschutzmaßnahmen zu entwickeln, wurden erst nach seinem Tode gewürdigt.

## Hauptwerke
- Jahresbericht über die Neuerungen und Leistungen auf dem Gebiet der Pflanzenkrankheiten. Herausgegeben von Max Hollrung. Verlag Paul Parey Berlin Jg. 1–16, 1898–1913.
- Handbuch der chemischen Mittel gegen Pflanzenkrankheiten. Herstellung und Anwendung im Großen. Verlag Paul Parey Berlin 1898; 2. erw. u. verb. Aufl. unter dem Titel Die Mittel zur Bekämpfung der Pflanzenkrankheiten, ebd. 1914; 3. vollständig umgearb. Aufl. ebd. 1923.
- Kurzgefaßte Anleitung zur Erkennung, Beurteilung, Verhütung und Beseitigung der wichtigsten Pflanzenkrankheiten. Verlag Jänecke Hannover 1907 = Bibliothek der gesamten Landwirtschaft H. 23.
- Die krankhaften Zustände des Saatgutes, ihre Ursachen und Behebung. In: Kühn-Archiv Bd. 8, 1919, S. 1–352. – Zugl. im Buchhandel: Verlag Paul Parey Berlin 1919.
- Die Erkennung der Feld-, Wiesen- und Weide-Ungräser unter Berücksichtigung ihrer Blütenstände. Zum Gebrauch für berufstätige Landwirte bearbeitet. In: Wissenschaftliches Archiv für Landwirtschaft, Abt. A, Archiv für Pflanzenbau Bd. 2, 1929, S. 563–703. – Zugl. im Buchhandel: Verlag Julius Springer Berlin 1930.
- 100 Jahre Kartoffelkrankheit. Ein kritischer Rückblick. In: Kühn-Archiv Bd. 33, 1932, S. 29–122. Zugl. im Buchhandel: Verlag Hall. Nachrichten Halle/S. 1932.